# Новак, Ким
Ким Новак (англ. Kim Novak, урождённая Мэрилин Полин Новак (англ. Marilyn Pauline Novak), род. 13 февраля 1933) — американская актриса, наиболее известная своей ролью в триллере Альфреда Хичкока «Головокружение» (1958).

## Биография
Мэрилин Новак родилась в Чикаго 13 февраля 1933 года в семье чешских иммигрантов. Она обучалась сначала в средней школе, а затем была зачислена в Институт искусств в Чикаго. После его окончания Новак сменила много различных подсобных работ, прежде чем переехала в Лос-Анджелес, где стала моделью.
В 1954 году Новак впервые появилась в кино в эпизодической роли. Вскоре её заметил один из агентов Columbia Pictures и Новак подписала шестимесячный контракт с этой студией. На студии было решено изменить её имя на Ким, чтобы не возникало путаницы с Мэрилин Монро. Новак долго сопротивлялась, но не могла с этим ничего сделать. На студии также было решено, чтобы она сбросила вес и прошла курсы актёрского мастерства, для того чтобы из неё сделать замену уже уходящей на второй план Риты Хейворт.
Первые же её роли в кино стали очень популярными и у Ким вскоре появилось много фанатов, которые желали видеть её в новых фильмах. В 1955 году Ким стала обладательницей премии «Золотой глобус» за роль Мадж Оуэнс в фильме «Пикник», как Самый многообещающий новичок в кино. Эта же роль принесла ей номинацию на премию BAFTA, как Лучшей иностранной актрисе. Следующим успешным фильмом Новак стал «Человек с золотой рукой» (1955), где главную роль исполнил Фрэнк Синатра. Вместе с ним она снялась ещё в фильме «Приятель Джоуи», который вышел на экраны двумя годами позже. К этому году Ким стала настолько популярной, что 29 июля 1957 года её фотография была опубликована на обложке журнала Time. В 1958 году Ким, вместе с Джеймсом Стюартом, снялась в главной роли в классическом триллере Альфреда Хичкока «Головокружение». Первоначально на эту роль Хичкок хотел взять Веру Майлз, но та была вынуждена отказаться из-за беременности. Ким сыграла в фильме две роли — одержимую блондинку Мадлен Элстер и продавщицу Джуди Бартон. После успеха в «Головокружении» Новак появилась вместе с Джеймсом Стюартом и Джеком Леммоном в фильме «Колокол, книга и свеча» (1958), который провалился в прокате.
С началом 1960-х годов карьера Ким стала идти на спад, из-за того что она стала отказываться от многих интересных ролей в кино. Наиболее известные её роли того времени были в фильмах «Мальчики отправляются гулять» (1962), «Бремя страстей человеческих» (1964), «Поцелуй меня, глупенький» (1964) и «Любовные приключения Молл Флэндерс» (1965). Начиная с 1970-х годов Новак почти перестала сниматься, появившись в последующие годы лишь в нескольких фильмах и сыграв пару ролей на телевидении. Последний раз на большом экране Ким Новак могла появиться в 1991 году в фильме «Либестраум», но зрители так и не увидели её в фильме, из-за того что кадры с ней были вырезаны после её конфликта с режиссёром.
В 1995 году Ким заняла 92-е место в списке 100 самых сексуальных звёзд в истории в кино в журнале Empire. В 1997 году на Международном берлинском кинофестивале Новак была вручена почётная статуэтка «Золотого медведя».Ким Новак также является обладательницей именной звезды на Голливудской аллее славы.

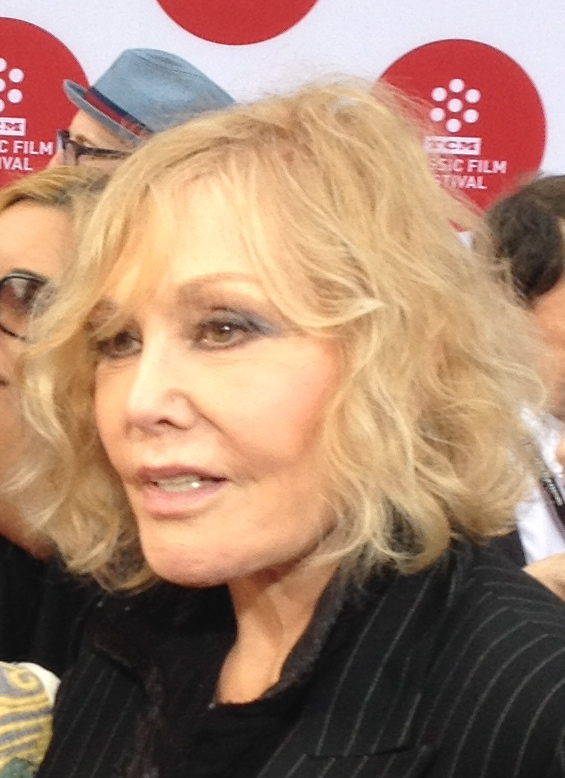
Ким Новак в 2014 году

Ким дважды была замужем. Её первым мужем был английский актёр Ричард Джонсон (1965—1966). 12 марта 1976 года она вышла замуж за ветеринарного врача Роберта Маллоя, их брак продлился 44 года, — до смерти мужа 27 ноября 2020 года в возрасте 80 лет.

## Фильмография
| Год       |    | Русское название                   | Оригинальное название                   | Роль                                          |
| --------- | -- | ---------------------------------- | --------------------------------------- | --------------------------------------------- |
| 1953      | ф  | Французский рейс                   | The French Line                         | модель                                        |
| 1954      | ф  | Лёгкая добыча                      | Pushover                                | Лона Маклейн                                  |
| 1954      | ф  | Фи                                 | Phffft                                  | Дженис                                        |
| 1955      | ф  | Сын Синдбада                       | Son of Sinbad                           | налётчица                                     |
| 1955      | ф  | Пятеро против казино               | 5 Against the House                     | Кей Грейлек                                   |
| 1955      | ф  | Человек с золотой рукой            | The Man with the Golden Arm             | Молли                                         |
| 1956      | ф  | Пикник                             | Picnic                                  | Мэдж Оуэнс                                    |
| 1956      | ф  | История Эдди Дучина                | The Eddy Duchin Story                   | Марджори Олрикс                               |
| 1957      | ф  | Джинн Иглс                         | Jeanne Eagels                           | Джинн Иглс                                    |
| 1957      | ф  | Приятель Джои                      | Pal Joey                                | Линда Инглиш                                  |
| 1958      | ф  | Головокружение                     | Vertigo                                 | Мадлен Элстер / Джуди Бартон                  |
| 1958      | ф  | Колокол, книга и свеча             | Bell Book and Candle                    | Джиллиан Холройд                              |
| 1959      | ф  | Середина ночи                      | Middle of the Night                     | Бетти Прайссер                                |
| 1960      | ф  | Мы незнакомы, когда встречаемся    | Strangers When We Meet                  | Маргарет «Мэгги» Голт                         |
| 1960      | ф  | Мексиканец в Голливуде             | Pepe                                    | в роли самой себя                             |
| 1962      | ф  | Тридцать три несчастья             | The Notorious Landlady                  | миссис Карлайл «Карли» Хардвик                |
| 1962      | ф  | Мальчики отправляются гулять       | Boys’ Night Out                         | Кэти                                          |
| 1964      | ф  | Бремя страстей человеческих        | Of Human Bondage                        | Милдред Роджерс                               |
| 1964      | ф  | Поцелуй меня, глупенький           | Kiss Me, Stupid                         | Полли                                         |
| 1965      | ф  | Любовные приключения Молл Флэндерс | The Amorous Adventures of Moll Flanders | Молл Флэндерс                                 |
| 1968      | ф  | Легенда о Лайле Клэр               | The Legend of Lylah Clare               | Лайла Клэр / Эльза Бринкманн / Эльза Кэмпбелл |
| 1969      | ф  | Большое ограбление банка           | The Great Bank Robbery                  | сестра Лида Кебанова                          |
| 1973      | тф | Третья девушка слева               | The Third Girl from the Left            | Глория Джойс                                  |
| 1973      | ф  | Рассказы, свидетели безумия        | Tales That Witness Madness              | Ориол                                         |
| 1975      | тф | Треугольник Сатаны                 | Satan’s Triangle                        | Ева                                           |
| 1977      | ф  | Белый бизон                        | The White Buffalo                       | миссис Покер                                  |
| 1978      | ф  | Прекрасный жиголо, бедный жиголо   | Schöner Gigolo, armer Gigolo            | Хельга фон Кайзерлинг                         |
| 1980      | ф  | Зеркало треснуло                   | The Mirror Crack’d                      | Лола Брюстер                                  |
| 1983      | тф | Малибу                             | Malibu                                  | Билли Фарнсуорт                               |
| 1985      | с  | Альфред Хичкок представляет        | Alfred Hitchcock Presents               | Роза                                          |
| 1986—1987 | с  | Фэлкон Крест                       | Falcon Crest                            | Кит Марлоу                                    |
| 1990      | ф  | Дети                               | The Children                            | Роза Селларс                                  |
| 1991      | ф  | Либестраум                         | Liebestraum                             | Лиллиан Андерсон Маннсен                      |

## Награды
- Золотой глобус 1955 — «Лучшая начинающая актриса»
- Золотой медведь 1997 — Почётная премия Берлинского кинофестиваля